# Obscuriphantes
Obscuriphantes is een geslacht van spinnen uit de familie hangmatspinnen (Linyphiidae).

## Soorten
De volgende soorten zijn bij het geslacht ingedeeld:
- Obscuriphantes bacelarae (Schenkel, 1938)
- Obscuriphantes obscurus (Blackwall, 1841)
  - Obscuriphantes obscurus dilutior (Simon, 1929)
- Obscuriphantes pseudoobscurus (Marusik, Hippa & Koponen, 1996)